# Stazione di Landsberger Allee
La stazione di Landsberger Allee è una fermata ferroviaria posta sulla Ringbahn di Berlino.

## Storia
Dal 1950 al 1992 portò il nome di Leninallee.

## Movimento
La stazione è servita dalle linee S 41, S 42, S 8 e S 85 della S-Bahn.

## Interscambi
- Fermata tram (S Landsberger Allee, linea M 5, M 6, M 8 e 18)[2][3]
- Fermata autobus